# Pila (Laguna)
Pila (Bayan ng Pila) är en kommun i Filippinerna. Kommunen ligger på ön Luzon och tillhör provinsen Laguna. Folkmängden uppgår till 37 427 invånare.

## Bildgalleri

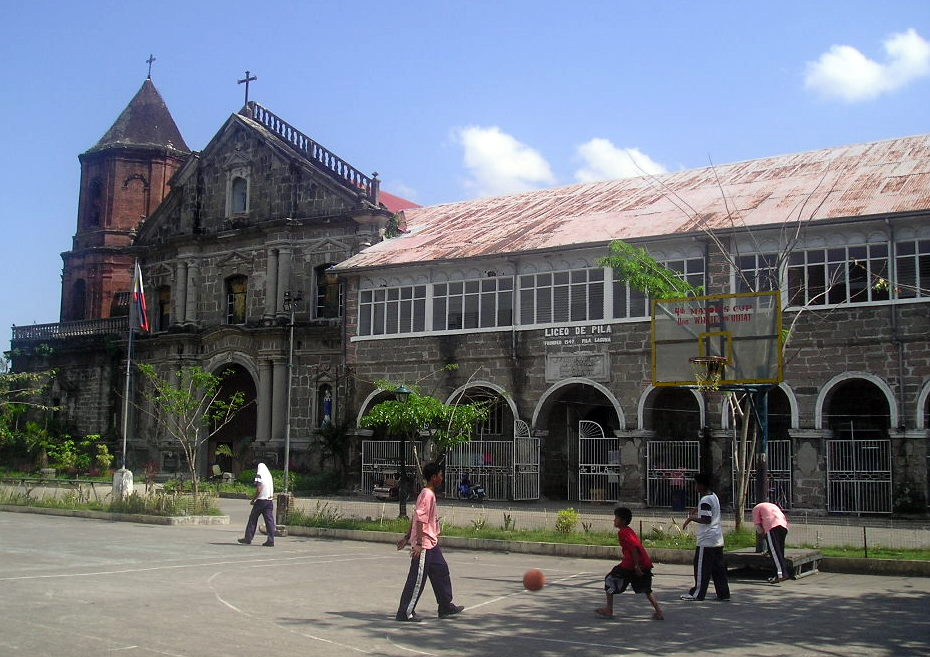

## Barangayer
Pila är indelat i 64 barangayer.
| - Aplaya - Bagong Pook - Bukal - Bulilan Norte (Pob.) - Bulilan Sur (Pob.) - Concepcion - Labuin - Linga - Masico | - Mojon - Pansol - Pinagbayanan - San Antonio - San Miguel - Santa Clara Norte (Pob.) - Santa Clara Sur (Pob.) - Tubuan |